# The Return of the Los Palmas 7
"The Return of the Los Palmas 7" är den sjunde sjutummaren från den engelska ska/popgruppen Madness. Texten skrevs av pianisten Michael Barson och musiken skrevs av basisten Mark Bedford och trummisen Daniel Woodgate.  
Det har talats om att ett ex. av "The Return of the Los Palmas 7" ska föra tur med sig, eftersom den har så mycket att göra med tursiffran sju:
- Det är 7 medlemmar i Madness.
- Det är deras sjunde sjutummare.
- "7" finns med i namnet.
- Efter att ha legat 7 veckor på englandslistan, nådde den sin högsta placering; 7. (Totalt låg den på listan i 11 veckor).

Den är till största delen en instrumental låt, bortsett från inledningsfrasen 
- "-Ha ha ha"

Hi there folks out there
I'd like you to meet
Tommy McGloins combo"
samt
- "-Waiter!"

ungefär i mitten av sången, och avslutningsvis
- "-Good night!"

vilket också är slutet på sången.

## Musikvideon
Musikvideon visar Madness som sitter och äter fish and chips på ett café, och när de sitter och äter på en lyxig restaurang. Det varvas med massor av olika TV-klipp.
| Time  | Videoklipp                                                                                           |
| ----- | --- |
| 00:29 | Apolloraketen lyfter.                                                                                |
| 00:32 | Millennium Falcon från "Star Wars".                                                                  |
| 00:34 | En bil kraschar.                                                                                     |
| 00:44 | Fotbollspublik håller upp scarfar.                                                                   |
| 00:46 | Björn Borg servar under en tennismatch på Wimbledon.                                                 |
| 00:47 | Skärmflygare åker efter en båt på en flod.                                                           |
| 00:48 | En skidåkare stannar.                                                                                |
| 00:49 | En häst slår i ett hinder och faller på Grand National.                                              |
| 01:01 | En tioshillingssedel visas, dras iväg och visar ett femtiopencemynt.                                 |
| 01:03 | Svartvit bild på en Swingometer.                                                                     |
| 01:04 | TIE fighter från "Star Wars".                                                                        |
| 01:05 | Dansare.                                                                                             |
| 01:06 | En man håller i en kanin.                                                                            |
| 01:07 | Eric Morecambe och Ernie Wise visar sina OBEs.                                                       |
| 01:08 | Harold Wilson vinkar utanför 10 Downing Street.                                                      |
| 01:09 | En man gör magplask i en något för grund pool.                                                       |
| 01:15 | "Law and Order" filmaffisch med Ronald Reagan.                                                       |
| 01:22 | Skotska fotbollsfans.                                                                                |
| 01:23 | West Ham Unitedspelare firar.                                                                        |
| 01:26 | Klipp från My Girl-videon: Graham McPherson tittar på One Step Beyond-videon och flinar mot kameran. |
| 01:27 | Vinkande folkhav.                                                                                    |
| 01:28 | Den brittiska kungafamiljen står på en balkong.                                                      |
| 01:28 | Edward Heath kysser en kvinna på kinden.                                                             |
| 01:29 | Skateboardåkare uppträder.                                                                           |
| 01:51 | Fotbollsspelaren Bobby Moore spelar för Fulham FC.                                                   |
| 01:52 | En bil rullar runt.                                                                                  |
| 01:52 | Garry Sobers och Ray Illingworth pratar.                                                             |
| 01:53 | En flygande Concorde.                                                                                |
| 01:53 | Väldigt kort bild på Mick Jagger.                                                                    |
| 01:54 | Margaret Thatcher vinkar utanför 10 Downing Street.                                                  |
| 01:54 | Två män i något sorts fordon.                                                                        |
| 01:54 | En massa vägkorsningar sedda ur fågelperspektiv.                                                     |
| 01:55 | Arsenal FCspelaren Frank McLintock lyfter FA Cuppokalen.                                             |
| 01:55 | Kort filmklipp på Bianca Jagger.                                                                     |
| 01:56 | Richard Nixon svär eden som USA:s nya president.                                                     |
| 01:56 | Boeing 747 på flygplats.                                                                             |
| 01:57 | Kort klipp på en sittande kvinnas ben.                                                               |
| 01:57 | John Lennon och Yoko Ono på en presskonferens.                                                       |
| 01:58 | LNER Class A3 4472 Flying Scotsman.                                                                  |
| 01:58 | Kostymklädd man.                                                                                     |
| 01:58 | Ted Heath applåderas.                                                                                |
| 01:59 | Liverpool FC-fans.                                                                                   |
| 01:59 | King Kong.                                                                                           |
| 02:00 | Folkmassa viftar med brittiska flaggan.                                                              |
| 02:00 | Häst hoppar över hinder.                                                                             |
| 02:00 | Kort klipp från "Embarrassment"videon, också av Madness.                                             |
| 02:00 | Kort klipp på en kvinna.                                                                             |
| 02:01 | Fotbollsmålvakt skjuter långskott.                                                                   |
| 02:02 | Jeremy Thorpe med valrosett.                                                                         |
| 02:02 | Människor står utanför byggnad.                                                                      |
| 02:03 | En kvinna krossar en champagneflaska mot ett skepp.                                                  |
| 02:03 | Tre gående soldater.                                                                                 |
| 02:03 | Två män skakar hand.                                                                                 |
| 02:03 | Kostymklädd man gör sig redo att börja tala i mikrofon.                                              |
| 02:03 | Jane Fonda i Vietnam.                                                                                |
| 02:04 | Två kvinnliga hockeyspelare ska till att börja en match.                                             |
| 02:04 | Han Solo från "Star Wars" avlossar ett vapen.                                                        |
| 02:05 | Björn Borg håller stolt upp sin Wimbledontrofé.                                                      |
| 02:05 | Haile Selassie I av Etiopien.                                                                        |
| 02:06 | Grand Nationaltrofén.                                                                                |
| 02:06 | Hundtävling.                                                                                         |
| 02:07 | Premieobligationsmaskinen "E.R.N.I.E"., vilket var ämnet i en Madnessång med samma namn.             |
| 02:08 | Tabloidrubrik säger "Wilson Resigns"                                                                 |
| 02:08 | Ett stridsflygplan flyger genom luften.                                                              |
| 02:08 | Ett mål görs i en fotbollsmatch.                                                                     |
| 02:09 | En kvinna snurrar på en stav.                                                                        |
| 02:10 | En bil kör in i ett träd.                                                                            |
| 02:10 | Astronauter (eller kosmonauter) går.                                                                 |
| 02:10 | En manshand håller i en böjd sked.                                                                   |
| 02:11 | Ett fotbollsfan håller i en bit Wembley Stadiumgräs.                                                 |
| 02:11 | Prinsessan Anne och Mark Phillips gifter sig.                                                        |
| 02:12 | Chas Smash från "My Girl"musikvideon.                                                                |

The Return of The Los Palmas 7 finns med på albumet Absolutely och på de flesta av Madness samlingsalbum.

## Låtlista
7" vinyl
1. "The Return of the Los Palmas 7" (Michael Barson, Daniel Woodgate, Mark Bedford) – 2:33
2. "That's the Way to Do It" (Christopher Foreman) – 2:51

12" vinyl
1. "The Return of the Los Palmas 7" (Barson, Woodgate, Bedford) – 2:33
2. "That's the Way to Do It" (Foreman) – 2:51
3. "My Girl (Demo)" (Barson) – 2:27
4. "Swan Lake (live)" (Trad. Arr: Barson) – 2:34

Till "tolvan" medföljde det första numret av "The Nutty Boys", en serie som handlar om Madness. Idag är den ett eftertraktat samlarobjekt i Storbritannien.